# 17036 Krugly
17036 Krugly è un asteroide della fascia principale. Scoperto nel 1999, presenta un'orbita caratterizzata da un semiasse maggiore pari a 2,5287964 UA e da un'eccentricità di 0,0881106, inclinata di 2,45670° rispetto all'eclittica.